# Ralph A. Bagnold
Pour les articles homonymes, voir Bagnold.

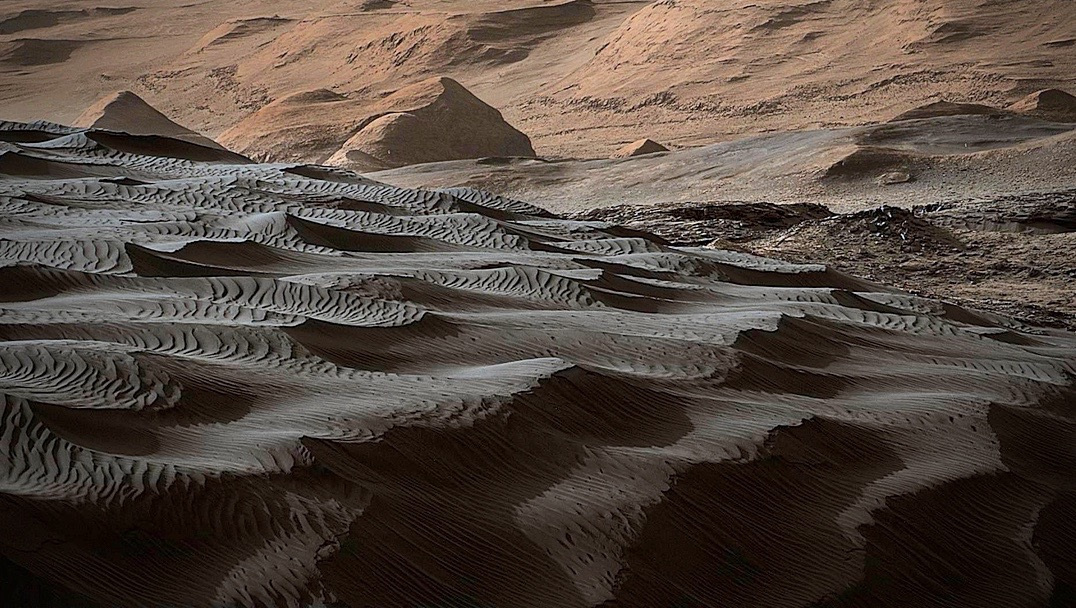
Partie du champ de dunes Bagnold du cratère martien Gale baptisé en son honneur

Le général de brigade Ralph Alger Bagnold, membre de la Royal Society, officier de l’ordre de l’Empire britannique
né le 3 avril 1896 et décédé le 28 mai 1990 fut le fondateur du Long Range Desert Group durant la Seconde Guerre mondiale, un pionnier de l’exploration du désert avec la première traversée est-ouest du désert libyque en 1932. Géologue, il posa les fondations de l’étude des processus éoliens dans son ouvrage de référence The Physics of Blown Sand & Desert Dunes, publié pour la première fois en 1941. L’agence spatiale américaine fit appel à lui pour étudier les dunes de sable martiennes et un champ dunaire porte son nom en hommage.

## Jeunesse
Ralph Bagnold est né en Angleterre à Devonport. Il est le fils d'Ethel Alger et du colonel du Royal Engineers Arthur Henry Bagnold qui participa à l'expédition du Nil destinée à secourir en 1884-1885 le général General Gordon assiégé dans Khartoum. Sa sœur fut la romancière et dramaturge Enid Bagnold, auteure en 1965 de National Velvet.
Après des études au Malvern College (en), il suivit les cours de l’académie royale militaire de Woolwich avant de s’inscrire dans les traces de son père en intégrant en 1915 le corps des ingénieurs royaux. Il servit trois ans sur le front en France, fut cité en 1917 et décoré de l’ordre de Léopold en 1919.
Après la guerre, Bagnold étudia l’ingénierie au Gonville and Caius College de l'université de Cambridge où il obtint un master of Arts avant de retourner au service actif en 1921. Il fut affecté au Caire puis à la province de la frontière du nord-ouest (en), en Inde où il fut cité de nouveau. Dans les deux cas, il passa la plupart de son temps libre à explorer les déserts locaux. Après avoir lu The Lost Oases d’Ahmed Hassanein, il effectua une telle expédition en 1929 avec une automobile et un camion Ford pour explorer la vaste vallée désertique entre Le Caire et Ain Dalla qui avait la réputation de contenir la cité mythique de Zerzura. Après une brève période en demi-solde (half-pay), il quitta l’armée en 1935 mais y retourna au déclenchement de la Seconde Guerre mondiale.

## Explorations désertiques
Bagnold et ses compagnons de voyage furent pionniers dans l’utilisation de véhicules motorisés pour l’exploration du désert. En 1932, il explora la dépression du Mourdi, actuellement au Tchad, et y trouva des outils datés de la période du Paléolithique. Bagnold raconta ses voyages dans son livre Libyan Sands : Travel in a Dead World. Il est crédité de l’invention d’un compas solaire qui n’est pas affecté, au contraire des boussoles, par les larges dépôts de minerai de fer du désert ou le métal des véhicules. Durant les années 1930, son groupe commença à réduire la pression des pneus pour sortir de bancs de sable.
De plus, Bagnold est crédité de l'élaboration d'une méthode de pilotage pour le franchissement des dunes de la mer de sable du désert libyen. Il écrivit : « J'augmentai la vitesse. […] Un énorme mur jaune jaillit vers le ciel. Le camion bascula violemment en arrière et nous nous sommes élevés comme dans un ascenseur, doucement et sans vibrations. Nous flottions dans un nuage jaune. Tous les mouvements habituels de l’automobile avaient cessé ; seul le compteur de vitesse nous indiquait encore que nous bougions rapidement. C’était incroyable ». Cependant, nota Fitzroy Maclean, « trop de précipitation avait ses inconvénients. De nombreuses dunes tombaient nettement sur le versant lointain et si vous arriviez à toute vitesse au sommet, vous risquiez de plonger la tête la première dans le précipice. […] et vous terminiez avec le camion à l’envers sur vous ».

## Seconde Guerre mondiale
Bagnold écrivit que « jamais au cours de nos voyages de temps de paix nous n'avions imaginé que la guerre puisse atteindre les gigantesques solitudes vides du désert intérieur, mises à l'écart par des distances considérables, le manque d'eau et d'infranchissables mers de dunes de sable. Nous étions loin d'imaginer qu'aucun de nos techniques et équipements spéciaux que nous avions élaborés pour les trajets à très longue distance et la navigation puissent avoir un usage sérieux ».
Lors de la déclaration de guerre italienne au Royaume-Uni, Bagnold était au Caire à la suite de la collision d'un navire de transport de troupes. Reçu à sa demande par le général Archibald Wavell, ce dernier accéda sa requête de créer une force de reconnaissance motorisée. À la question de Wavell sur ce qu'il comptait faire s'il constatait que les Italiens ne faisaient rien dans le désert, Bagnold suggéra alors que son unité puisse être capable de commettre des actes de « piraterie ». Bagnold s'était accordé six semaines pour former son unité à la condition que toute requête qu'il émettrait soit exécutée « instantanément et sans poser de question ». En 1941, il fut promu et quitta ce qui était devenu le Long Range Desert Group (LRDG) pour l'état-major du Caire et termina sa carrière avec le grade temporaire de général de brigade.

## Famille, recherche scientifique et fin de vie
Ralph Bagnold devient membre (Fellow) de la Royal Society en 1944 et prit sa retraite de l'armée le 7 juin 1944 avant de se marier le 8 mai 1946 avec Dorothy Alice Plank (fille de A.E. Plank) à Rottingdean (en) dans le Sussex. Le couple eut deux enfants : un garçon et une fille.
La passion de Bagnold pour les sciences ne l'a jamais quitté et il continua à publier des articles jusqu’à ses quatre-vingt-dix ans. Ses contributions pour la connaissance des structures désertiques comme les dunes, les ondulations ou les rides de courant, furent significatives. Il développa le nombre de Bagnold, nombre sans dimension qui caractérise le type de mouvement dans un milieu granulaire, par glissement d'ensemble façon fluide visqueux, ou par saltation de grains individuels ; ainsi qu'une formule caractérisant les mouvements de sables (en). Il proposa également un modèle pour expliquer le chant des dunes et travailla sur la sédimentologie.
Il fut récompensé à plusieurs reprises :
- Prix G. K. Warren (en) de l'Académie nationale des sciences en 1969[7] ;
- la médaille Wollaston, plus haute récompense accordée par la Société géologique de Londres en 1971[8] ;
- le prix David Linton (en) du Société britannique pour la géomorphologie (en) ent 1981[9] ;
- la médaille Penrose de la Société américaine de géologie en 1970 ainsi que la médaille Sorby de l'Association internationale des sédimentologistes ;
- la médaille d'or du fondateur de la Royal Geographical Society en 1935[10] ;
- élection comme membre étranger honoraire de l'Académie américaine des arts et des sciences en 1974[11].

Les universités d'Aarhus et d'East Anglia lui accordèrent également des doctorats honoris causa.
La formation dunaire de sable noir que, dans le cratère martien Gale, l'astrovéhicule Curiosity traverse à partir du sol 1172 de la mission Mars Science Laboratory, a reçu son nom.